# Bjeluša
Bjeluša (en serbe cyrillique : Бјелуша) est un village de Serbie situé dans la municipalité d'Arilje, district de Zlatibor. Au recensement de 2011, il comptait 439 habitants.
L'église de la Sainte-Trinité de Bjeluša a été édifiée entre 1818 et 1820, à l'emplacement d'une ancienne église en bois.

## Démographie
| 1948  | 1953  | 1961  | 1971 | 1981 | 1991 | 2002 | 2011 |
| ----- | ----- | ----- | ---- | ---- | ---- | ---- | ---- |
| 1 130 | 1 183 | 1 092 | 989  | 828  | 656  | 565  | 439  |

|  |

## Personnalité
Branislav Petrović (1937-2002), un poète et un journaliste, est né dans le village.